# Stenocarpidiopsis salicicola
Stenocarpidiopsis salicicola là một loài Rêu trong họ Brachytheciaceae. Loài này được (Mitt.) M. Fleisch. miêu tả khoa học đầu tiên năm 1925.